# Brice Bolt
Brice Bolt est une éphémère série de bande dessinée franco-belge d'aventure créée par Jean-Michel Charlier (scénario) et A. Aldoma Puig (dessin et couleurs), publiée dans Spirou entre 1970 et 1972, éditée en albums par Dupuis en 1984 et 1985.
Conçue pour suppléer à la disparition de la série Marc Dacier, la série Brice Bolt ne connaît qu'un seul épisode, divisé en deux parties, avant d'être abandonnée faute de succès auprès des lecteurs de l'hebdomadaire Spirou.

## Historique
En 1967, Marc Dacier, l'une des séries vedettes de Spirou et des éditions Dupuis depuis dix ans, écrite par Jean-Michel Charlier et dessinée par Eddy Paape, est arrêtée lorsque le dessinateur signe un contrat d'exclusivité avec les éditions du Lombard et Le Journal Tintin, et se trouve contraint d'abandonner la série. Dupuis et Charlier souhaitent poursuivre la série et ce dernier commence l'écriture d'un nouvel épisode de Marc Dacier intitulé L'Archipel de l'épouvante. Un nouveau dessinateur est recherché pour prendre la suite de Paape.
Alors qu'à cette époque, le journal Spirou manque de dessinateurs de style réaliste, nombre de collaborateur de l'hebdomadaire dans les années 1950 étant partis travailler pour d'autres magazines, une vague de dessinateurs espagnols arrive en France et en Belgique et les éditions Dupuis vont faire appel à de nombreux dessinateurs espagnols à la fin des années 1960 et au début des années 1970 pour assurer les séries « réalistes » de Spirou. C'est ainsi qu'Artur Aldoma Puig est choisi pour reprendre la série Marc Dacier. Cependant, le style graphique de Puig, plus moderne que celui d'Eddy Paape notamment dans sa gamme de coloris, s'éloigne trop du classicisme de la série et Dupuis décide de rebaptiser le personnage en Brice Bolt, tout en conservant son métier de grand reporter au journal L'Éclair.
La première partie du récit, L’Archipel de l’épouvante, est publié dans Spirou, du no 1707 du 31 décembre 1970 au no 1728 du 27 mai 1971. Le début de la publication fait l'objet d'un dessin original de Puig pour la couverture du no 1707 avec le dessin hebdomadaire de Franquin montrant un Spirou survolté annonçant « Avec Brice Bolt, c'est l'aventure 100 000 volts ».
Malgré le soutien de la rédaction, la série est mal acceptée par les lecteurs de Spirou, dont la majorité des courriers demande sa disparition des pages du journal, des mères de famille se plaignant du caractère effrayant du récit et de ces animaux monstrueux, la modernité du dessin et des couleurs heurtant les lecteurs traditionnels du journal.
La fin du récit, L’Empire de Satan, est publiée du no 1770 du 16 mars 1972 au no 1793 du 24 août 1972. Le début de la publication fait à nouveau l'objet d'une couverture avec un dessin original de Puig pour la couverture du no 1770 avec le dessin hebdomadaire de Franquin montrant un diable juché sur un volcan en éruption annonçant « Visitez mon archipel, l'accueil est chaleureux ».
La série est ensuite abandonnée, faute d'avoir rencontré ses lecteurs.
Les éditions Dupuis publient tardivement les deux épisodes en album dans la collection Dupuis Aventuresen 1984 et 1985.
Les albums sont réédités par les éditions Fordis en 2023.

## Description

### Synopsis
Une nouvelle tombe sur les téléscripteurs des journaux du monde entier : Rotuma, un archipel des Fidji en Océanie, a été ravagé par une armée de crabes géants. Les journaux concurrents L'Éclair et Le Clairon dépêchent sur place leurs meilleurs reporters, respectivement Brice Bolt et Luc Deferre. Confrontés à de graves dangers, les deux journalistes concurrents font alliance pour tenter de percer le mystère…

### Personnages

#### Brice Bolt
Un reporter du journal L'Éclair.

#### Luc Deferre
Un reporter du journal Le Clairon, concurrent puis ami de Brice Bolt.

#### Le Captain Mac Dougall
Le marin qui donne l'alerte sur les phénomènes anormaux et aide les deux journalistes dans leur enquête.

#### Pea-Pea
Un indigène ayant échappé à une tribu canaque qui sacrifie des victimes à un énorme monstre emprisonné dans un lagon.

#### Docteur Satan
Un savant, ancien Nazi, créateur des monstres.

#### Monstres des albums
- une armée de crabes géants ;
- un poulpe gigantesque ;
- un espadon géant ;
- une nuée de chauve-souris vampires géantes ;
- Des varans de Komodo géants.

## Publications

### Dans des périodiques
Spirou
- L’Archipel de l’épouvante, du no 1707 du 31 décembre 1970 au no 1728 du 27 mai 1971
- L’Empire de Satan, du no 1770 du 16 mars 1972 au no 1793 du 24 août 1972

### En albums
1. L'Archipel de l'épouvante, 46 planches, 1984 (DL 10/1984), Dupuis coll. « Dupuis Aventures »  (ISBN 2-8001-1046-5)
  - Réédition, avec dossier de 14 pages, éditions Fordis coll. « Patrimoine (Fordis) », 2023 (DL 02/2023)  (ISBN 979-10-95720-42-3)
2. L'Empire de Satan, 47 planches, 1985 (DL 01/1985)  (ISBN 2-8001-1048-1)

### Sources

#### Livres
- M. Archive (Thierry Martens), « Brice Bolt, un Marc Dacier intérimaire », Préface de l'album L'Archipel de l'épouvante, Dupuis,‎ 1984.

#### Internet
- Jean-Yves Brouard, « Brice Bolt », sur jmcharlier.com.
- Henri Filippini, « Brice Bolt : un héros chasse l’autre ! », sur BDZoom, 30 mars 2023.